# برنامج غزة للصحة النفسية

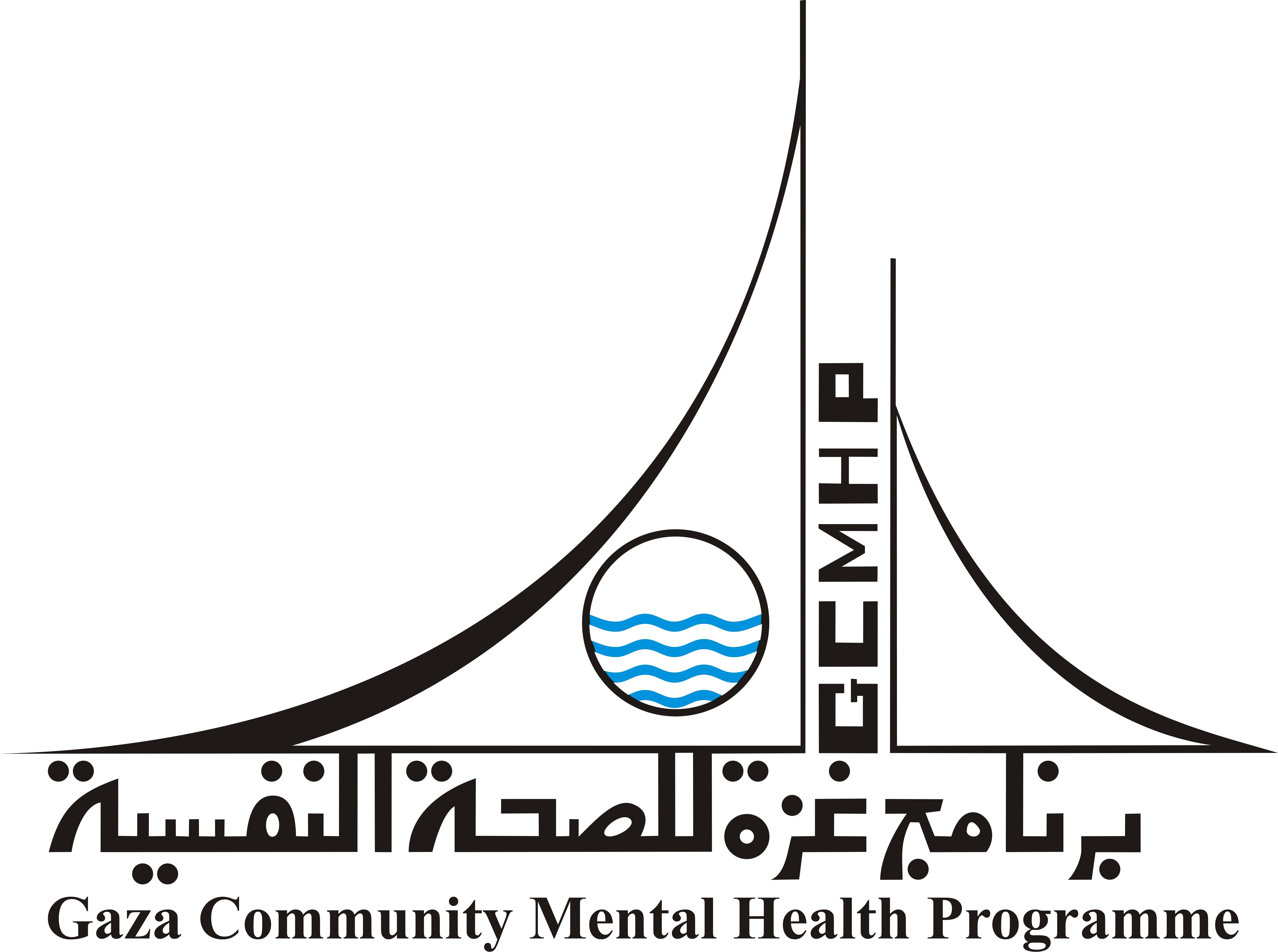
شعار برنامج غزة للصحة النفسية

برنامج غزة للصحة النفسية هو منظمة فلسطينية غير حكومية رائدة تقدم خدمات الصحة النفسية لسكان قطاع غزة. الغرض المعلن للمنظمة هو الالتزام بمساعدة النساء والأطفال وضحايا العنف والتعذيب وانتهاكات حقوق الإنسان في قطاع غزة. تضم المنظمة أكثر من 135 موظفًا، وتشارك في 18 تحالفًا وشبكة دولية وإقليمية ومحلية، وقد تعاملت مع أكثر من 20.000 شخصاً وجهة وفق اختصاصها.
أسس البرنامج إياد السراج في عام 1990؛ يقع المكتب الرئيسي في حي الشيخ عجلين مقابل نادي الشاطئ ببلدية غزة. في عام 2008، تضرّر المبنى من جراء القصف الإسرائيلي لمركز شرطة فلسطيني قريب، مما أجبر برنامج غزة للصحة النفسية على الانتقال مؤقتًا إلى المركز المجتمعي في غزة.
تتمثل رؤية برنامج غزة للصحة النفسية في تأمين مجتمع فلسطيني يحترم حقوق الإنسان ويكون فيه الناس قادرين على العيش بحرية وكرامة.

## الصحة النفسية المجتمعية
يدير البرنامج ثلاثة مراكز مجتمعية في مدينة غزة ودير البلح وخان يونس. تقدم المراكز المجتمعية العلاج النفسي للحالات المحالة وإعادة التأهيل والعلاج المهني ومسح تخطيط كهربية الدماغ والعلاج الطبيعي واختبار الذكاء والتدخل في الأزمات.
أظهرت أبحاث البرنامج أن الأطفال الفلسطينيين قد طوروا مشاعر العداء والغضب والخوف والإحباط مما أدى إلى زيادة العنف بين طلاب المدارس. استجابة لذلك، قام برنامج غزة للصحة النفسية بتنفيذ برنامج وساطة مدرسية يهدف إلى تقليل مستوى العنف وتعليم الأطفال تقنيات حل النزاعات بالطرق السلمية. يقوم البرنامج أيضًا بتدريب مرشدي المدارس والمعلمين وأولياء الأمور على تقنيات الوساطة.
ينشط البرنامج في تنظيم المعسكرات الصيفية الموجهة نفسيًا للأطفال، بالإضافة إلى الرحلات الترفيهية على مدار العام.
يتيح البرنامج للمرضى الفلسطينيين تلقي العلاج الطبي في الخارج من خلال التنسيق مع الجمعيات الإسرائيلية التي تعمل في مجال حقوق الإنسان. كما تقدم المنظمة استشارات هاتفية مجانية.

## التعليم
يقدم البرنامج دبلوم دراسات عليا في الصحة النفسية المجتمعية وحقوق الإنسان، بالإضافة إلى دبلوم في الإرشاد والدعم النفسي. خريجو الدبلوم مجهزون لتسهيل تقديم خدمات الصحة النفسية في غزة.

## المنشورات
بالإضافة إلى عدد من الكتيبات والنشرات التوعوية، ينشر برنامج غزة للصحة النفسية مجلة نصف شهرية تسمى "أمواج". تركز المجلة على قضايا الصحة النفسية وتوزع على المنظمات المحلية في قطاع غزة.

## البحث
يعتبر قسم الأبحاث أول مركز متخصص للبحث والتوثيق في مجال الصحة النفسية في قطاع غزة. أجرى القسم أكثر من 68 دراسة بحثية لفحص الصدمات ومجموعة متنوعة من الظواهر النفسية والاجتماعية. تشمل الأوراق البحثية المنشورة في مجلات دولية "العلاقة بين التجارب الصادمة والنشاط والاستجابات المعرفية والعاطفية بين الأطفال الفلسطينيين"، و"العلاقات بين الأحداث الصادمة وجنس الأطفال والنشاط السياسي وتصورات أساليب التربية،" و"هدم المنازل والصحة العقلية: الضحايا والشهود"، و"الصحة العقلية للمرأة الفلسطينية".

## التمويل
يتلقى البرنامج التمويل من مجموعة من المانحين الأجانب بمن فيهم الوكالة السويسرية للتنمية والتعاون، ووزارة الشؤون الخارجية الهولندية، ومركز إعادة التأهيل والبحوث لضحايا التعذيب - الدنمارك، والوكالة السويدية للتعاون الإنمائي الدولي. هناك أيضًا عدد من المتبرعين الآخرين من خارج الاتحاد، كمؤسسة غزة للصحة النفسية، التي تأسست في الولايات المتحدة في عام 2001، ومنظمة (Grassroots International) التي تأسست عام 1983.

## روابط خارجية
- موقع برنامج غزة للصحة النفسية